# 718-та піхотна дивізія (Третій Рейх)
718-та піхотна дивізія (Третій Рейх) (нім. 718. Infanterie-Division) — піхотна дивізія Вермахту за часів Другої світової війни.

## Історія
718-та піхотна дивізія  була створена 1 квітня 1941 року для окупаційної служби на Балканах. Як і інші 700-ті дивізії вона була не повністю укомплектована особовим складом, який мав незначний військовий досвід. Більшість офіцерів якщо і мали досвід участі в бойових діях, то завдяки Першій Світовій війні. Мало того — дивізія мала тільки 2 полки, а не 3, на відміну від більшості дивізій того часу. Крім того, вона була слабо оснащена важким озброєнням та автомобільним транспортом.
Після створення була перекинута на Балкани, де разом із 183-ю піхотною дивізією та 132-ю піхотною дивізією брала участь в антипартизанських та каральних акціях, зачистках. Починаючи з 29 травня 1941 (дати свого прибуття) до березня 1943 року дивізія брала участь не менш, ніж в 15 конкретних операціях проти партизанських сил (при цьому дивізія завжди зазнавала тяжких втрат).
У березні 1943 року, після поповнення, дивізію переформовують в 118-ту єгерську дивізію (нім. 118.Jäger-Division)

## Склад дивізії
| 718-та піхотна дивізія     | 118-та єгерська дивізія    |
| -------------------------- | -------------------------- |
| 738-й піхотний полк        | 738-й єгерський полк       |
| 750-й піхотний полк        | 750-й єгерський полк       |
| 668-й артилерійський полк  | 668-й артилерійський полк  |
| 718-та рота велосипедистів | 118-та рота велосипедистів |
| —                          | 118-та протитанкова рота   |
| —                          | 118-та розвідувальна рота  |
| 718-та саперна рота        | 118-та саперна рота        |
| 718-та рота зв'язку        | 118-та рота зв'язку        |

## Дислокація
| Дата                        | Корпус                 | Армія       | Група армій     | Розташування |
| квітень 1941                | XVIII військовий округ | —           | —               | Австрія      |
| червень 1941                | 1-й армійський корпус  | 2-га армія  | —               | Югославія    |
| липень 1941 — березень 1942 | 65-й армійський корпус | 12-та армія | —               | Сербія       |
| квітень 1942 — січень 1943  | —                      | 12-та армія | —               | Сербія       |
| січень 1943 — березень 1943 | —                      | 12-та армія | Група армій «E» | Хорватія     |

## Командування
- Генерал-лейтенант Йоганн Фортнер (3 травня 1941 — 14 березня 1943)